# Catoptrus
Catoptrus is een geslacht van kreeftachtigen uit de klasse van de Malacostraca (hogere kreeftachtigen).

## Soorten
- Catoptrus iejima Fujita & Naruse, 2011
- Catoptrus inaequalis (Rathbun, 1906)
- Catoptrus marigondonensis Takeda, 2010
- Catoptrus nitidus A. Milne-Edwards, 1870
- Catoptrus quinquedentatus Yang, Chen & B.-P. Tang, 2006
- Catoptrus rathbunae Serène, 1966
- Catoptrus undulatipes Yang, Chen & B.-P. Tang, 2006